# Маунтин Вју (Северна Каролина)
Маунтин Вју (енгл. Mountain View) насељено је место без административног статуса у америчкој савезној држави Северна Каролина.

## Демографија
По попису из 2010. године број становника је 3.552, што је 216 (-5,7%) становника мање него 2000. године.
| Група             | 2000.         | 2010.         |
| Белци             | 3.335 (88,5%) | 2.963 (83,4%) |
| Афроамериканци    | 225 (6,0%)    | 289 (8,1%)    |
| Азијати           | 124 (3,3%)    | 96 (2,7%)     |
| Хиспаноамериканци | 49 (1,3%)     | 149 (4,2%)    |
| Укупно            | 3.768         | 3.552         |